# Lumbin
Lumbin és un municipi francès situat al departament de la Isèra i a la regió d'Alvèrnia-Roine-Alps. L'any 2007 tenia 1.897 habitants.

## Demografia

### Població
El 2007 la població de fet de Lumbin era de 1.897 persones. Hi havia 649 famílies de les quals 105 eren unipersonals (35 homes vivint sols i 70 dones vivint soles), 196 parelles sense fills, 325 parelles amb fills i 23 famílies monoparentals amb fills.
La població ha evolucionat segons el següent gràfic:
Habitants censats

### Habitatges
El 2007 hi havia 694 habitatges, 658 eren l'habitatge principal de la família, 4 eren segones residències i 32 estaven desocupats. 575 eren cases i 117 eren apartaments. Dels 658 habitatges principals, 539 estaven ocupats pels seus propietaris, 109 estaven llogats i ocupats pels llogaters i 11 estaven cedits a títol gratuït; 3 tenien una cambra, 31 en tenien dues, 78 en tenien tres, 127 en tenien quatre i 419 en tenien cinc o més. 557 habitatges disposaven pel capbaix d'una plaça de pàrquing. A 191 habitatges hi havia un automòbil i a 443 n'hi havia dos o més.

### Piràmide de població
La piràmide de població per edats i sexe el 2009 era:
| Homes | Edats   | Dones |
| ----- | ------- | ----- |
| 0     | 95 o +  | 0     |
| 0     | 90 a 94 | 8     |
| 0     | 85 a 89 | 8     |
| 0     | 80 a 84 | 16    |
| 12    | 75 a 79 | 8     |
| 20    | 70 a 74 | 24    |
| 24    | 65 a 69 | 24    |
| 40    | 60 a 64 | 32    |
| 44    | 55 a 59 | 40    |
| 28    | 50 a 54 | 56    |
| 64    | 45 a 49 | 48    |
| 72    | 40 a 44 | 56    |
| 92    | 35 a 39 | 64    |
| 36    | 30 a 34 | 72    |
| 32    | 25 a 29 | 28    |
| 24    | 20 a 24 | 20    |
| 32    | 15 a 19 | 64    |
| 60    | 10 a 14 | 64    |
| 76    | 5 a 9   | 72    |
| 56    | 0 a 4   | 60    |

## Economia
El 2007 la població en edat de treballar era de 1.248 persones, 934 eren actives i 314 eren inactives. De les 934 persones actives 885 estaven ocupades (464 homes i 421 dones) i 49 estaven aturades (20 homes i 29 dones). De les 314 persones inactives 93 estaven jubilades, 154 estaven estudiant i 67 estaven classificades com a «altres inactius».

### Ingressos
El 2009 a Lumbin hi havia 679 unitats fiscals que integraven 1.995 persones, la mediana anual d'ingressos fiscals per persona era de 25.750 €.

### Activitats econòmiques
Dels 81 establiments que hi havia el 2007, 1 era d'una empresa extractiva, 15 d'empreses de fabricació d'altres productes industrials, 9 d'empreses de construcció, 12 d'empreses de comerç i reparació d'automòbils, 2 d'empreses de transport, 4 d'empreses d'hostatgeria i restauració, 3 d'empreses d'informació i comunicació, 1 d'una empresa financera, 7 d'empreses immobiliàries, 17 d'empreses de serveis, 8 d'entitats de l'administració pública i 2 d'empreses classificades com a «altres activitats de serveis».
Dels 19 establiments de servei als particulars que hi havia el 2009, 3 eren tallers de reparació d'automòbils i de material agrícola, 1 paleta, 2 fusteries, 3 lampisteries, 1 electricista, 1 empresa de construcció, 2 perruqueries, 4 restaurants i 2 agències immobiliàries.
Dels 6 establiments comercials que hi havia el 2009, 1 era una botiga de menys de 120 m², 1 una fleca, 1 una carnisseria, 1 una botiga de roba i 2 botigues de material esportiu.
L'any 2000 a Lumbin hi havia 5 explotacions agrícoles.

## Equipaments sanitaris i escolars
El 2009 hi havia 1 escola maternal i 2 escoles elementals.

## Poblacions més properes
El següent diagrama mostra les poblacions més properes.